# Барнардо, Томас Джон
Томас Джон Банардо (англ. Thomas John Barnardo, 4 июля 1845 Дублин, Великобритания — 19 сентября 1905, Лондон, Великобритания) — известный британский филантроп, создатель детских домов для сирот, борец с детской беспризорностью.

## Биография
Родился в семье торговца мехами сефардского происхождения, переселившегося в Дублин из Германии и перешедшего в христианство во взрослом возрасте. Его мать была англичанкой. 
Томас был глубоко верующим протестантом с детства, и с юности готовил себя к миссионерской работе в Китае. Он хотел не только проповедовать, но и лечить, поэтому он решил получить медицинское образование. В 1866 году он перебрался в Лондон, где стал учиться на врача при Лондонской больнице. В Лондоне Томас занялся проповедями среди бедняков Ист-Энда, но быстро понял, что им нужно не столько Слово Божие, сколько практическая помощь. Он особенно сострадал беспризорным детям. Барнардо писал: «Казалось, рука самого Господа отдёрнула завесу, скрывавшую от моих глаз невзгоды жалкой ребячей жизни на улицах Лондона». Томас решил, что нет смысла отправляться в Китай, когда и в Британии столько людей нуждаются в помощи. Медицинское образование он так и не завершил (хотя его и называли доктором), его увлекло другое дело — благотворительность.
Сначала Томас создавал бесплатные начальные школы для обучения детей бедняков грамоте, а в 1870 году он открыл свой первый воспитательно-образовательный дом для беспризорных мальчиков. Барнардо ходил по бедным кварталам Лондона и ночами с фонарём в руках обследовал крыши, где спали беспризорники, предлагая им жить в его приюте. В любой момент они при этом могли уйти. В приюте имелись начальная и средняя школы, ремесленные мастерские, где учили столярному и сапожному делу, пожарная команда, оркестр и даже театр. Там были и спортивные кружки, в которых мальчики играли в футбол и занимались боксом. 
В 1873 году, получив после женитьбы на Сири Элмсли в качестве свадебного подарка земельный участок в пригороде Лондона Баркинсайд, Томас создал там и деревню для девочек. Он построил 65 коттеджей, в которых девочки, оставшиеся без родителей, жили небольшими группами с воспитательницей во главе. Из них готовили гувернанток, учительниц, сестёр милосердия. 
За неполных восемь лет Барнардо создал полсотни детских домов, которые содержались за счёт пожертвований. При этом он считал, что дети, насколько возможно, должны воспитываться в приемных семьях, а не в детских домах, и занимался поиском потенциальных приемных родителей. К 1893 году в приемные семьи (которым, также за счет пожертвований, платили за заботу о детях) было пристроено более 2000 сирот.
За свою жизнь Барнардо основал 112 детских домов. Он также создал специальное военно-морское училище для малолетних правонарушителей, готовившее их к службе в британском флоте.

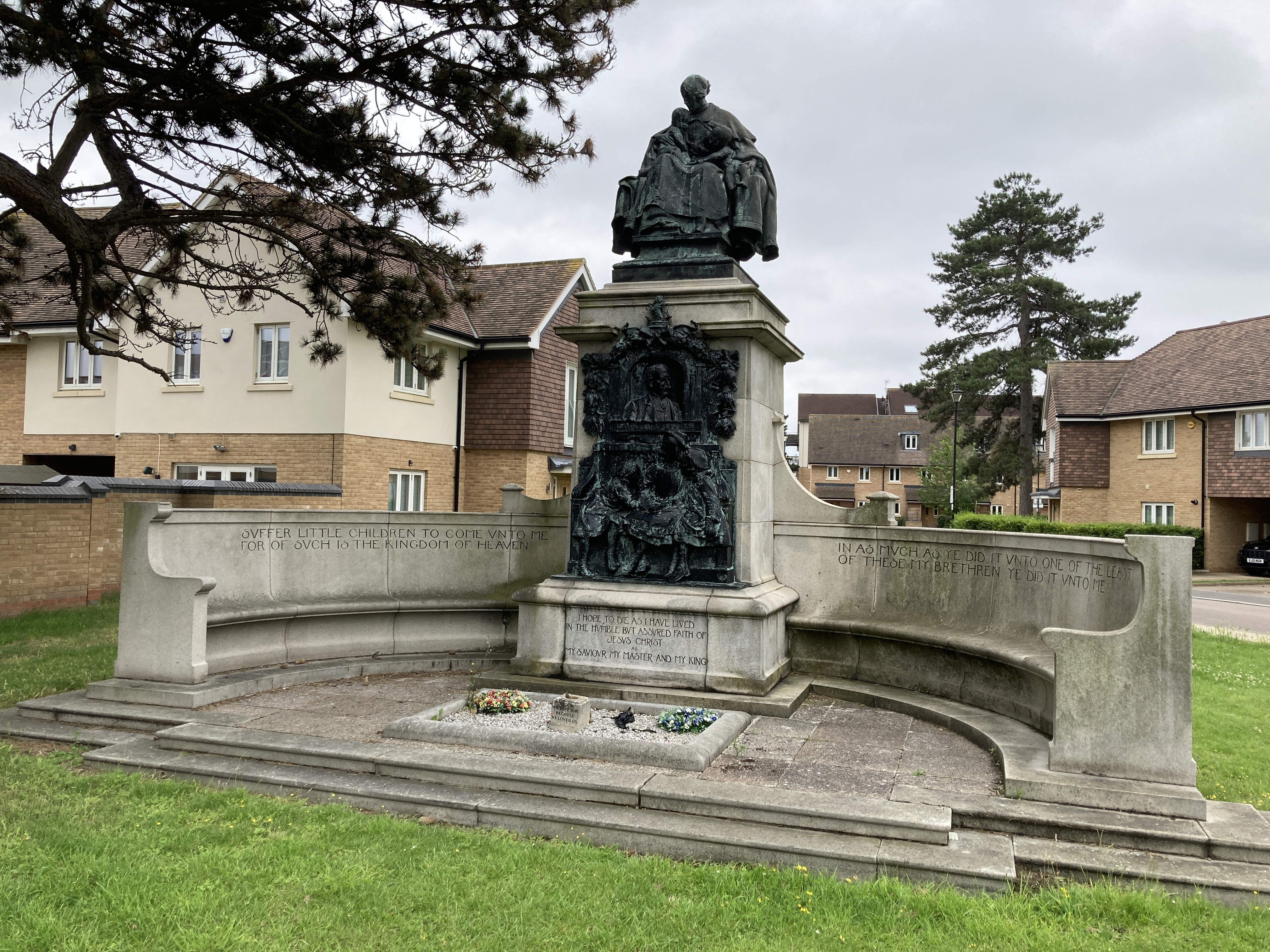
Памятник Томасу Барнардо в Баркинсайде (лондонское боро Редбридж). Поставлен в 1908 году, там захоронен и его прах.

Когда Барнардо скоропостижно умер в 1905 году от сердечного приступа, и его гроб несли по улицам Ист-Энда, то проводить его в последний путь вышли шестьдесят тысяч человек.

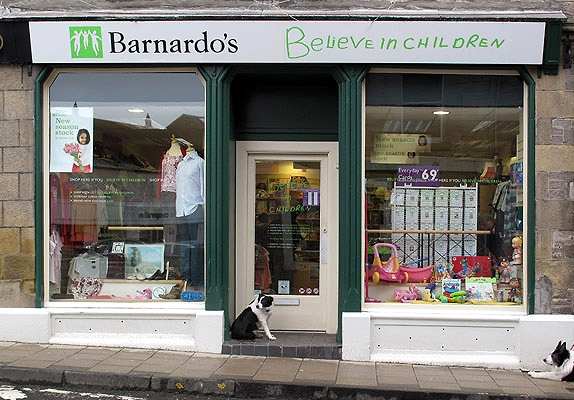
Благотворительный магазин организации Barnardo's в городе Джедборо с лозунгом организации: «Верьте в детей»

Созданная Томасом благотворительная организация Barnardo's, которой принадлежит целая сеть детских домов, существует в Великобритании до настоящего времени.

## Семья
У Томаса Барнардо и его жены Сири Элмсли родилось семеро детей. Одна из его дочерей родилась с синдромом Дауна, что подвигло его на создание приютов для детей с подобными проблемами. Другая дочь Томаса Барнардо, Сири, стала женой писателя Сомерсета Мэма и известным дизайнером интерьеров.

## В культуре
Жизни Томаса Барнардо посвящен мюзикл Такие, как мы Эндрю Ллойда Уэббера и Тима Райса (1965 год).